# Caccuri
Caccuri é uma comuna italiana da região da Calábria, província de Crotone, com cerca de 1.735 habitantes. Estende-se por uma área de 57 km², tendo uma densidade populacional de 30 hab/km². Faz fronteira com Castelsilano, Cerenzia, Cotronei, Roccabernarda, San Giovanni in Fiore (CS), Santa Severina.

## Demografia
| Variação demográfica do município entre 1861 e 2011                               |
|                                                                                   |
| Fonte: Istituto Nazionale di Statistica (ISTAT) - Elaboração gráfica da Wikipedia |